# حدوة
الحِذْوَة (بكسر الحاء، بحرف الذال) (الجمع: حِذْوات) حِذاءُ الفَرَس (نَعْلُ الفَرَس)، يضعُها مربيها على حافرها حَذَرَ احتكاكِه بالسطوح الخَشِنة، وحمايةً له مما يجرحُه، ولا سيًّما بعد انتقال الخيل من مأواها الطبيعي إلى المدن والقرى. والحِذوة من المعدِن غالبًا، من الحديد، وهي تشبه في شكلها حرف "U" الاتيني. تصنع الحِذوات من الحديد أو الصُّلْب ونحوِ ذاك، وأشكالها وأحجامها متباينة، فمنها: قطعٌ رقيقة من المعدِن لخيول السباق، ومنها: حِذواتٌ ثقيلة حادة الأسنان لخيول جر الأثقال في الغابات أو الجليد. وأول استعمالِها في القرن السادس ق.م. فكان لخيل الرومان حِذواتٌ من الحديد مركبة في أحذية جلدية. وقد كانت صناعة الحِذوات وتركيبَها حرفة مهمة قبلً السيارات؛ وكان الحذَّاء (صانع الحِذوات) يعالج الخيول من امراضها قبل ظهور الطب البيطري.